# آئوموری نبوتا ماتسوری

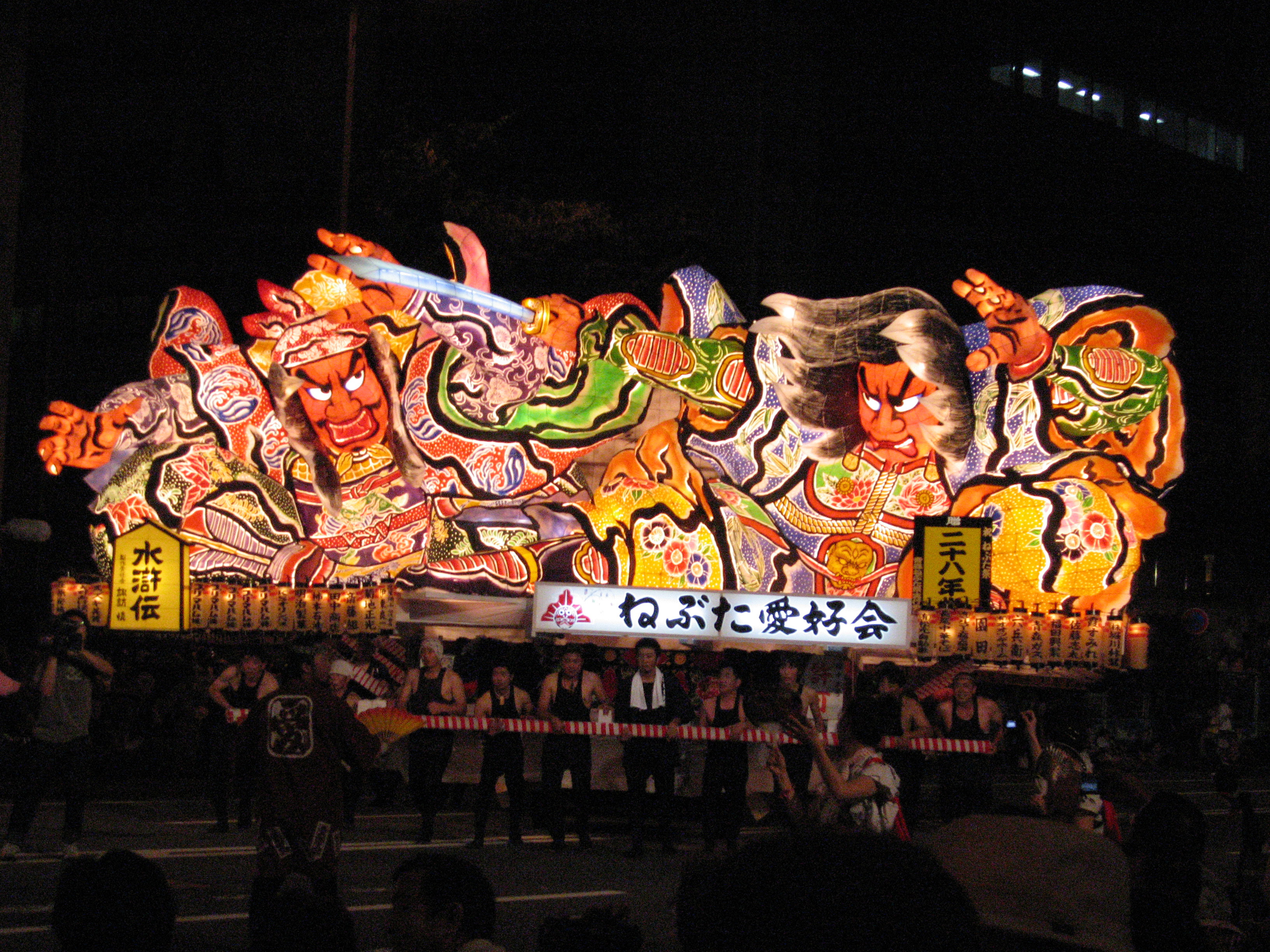
شناوری که در جشنواره حمل می‌شود. شناورها اغلب چهره‌های تاریخی یا اسطوره ای را به تصویر می‌کشند.

آئوموری نِبوتا ماتسوری (به ژاپنی: 青森ねぶた祭り, Aomori Nebuta Matsuri) یکی از جشنواره‌های ژاپن است که در آئوموری در استان آئوموری در ژاپن برگزار می‌شود. این جشنواره بیشترین گردشگران را از دیگر جشنواره‌های نِبوتا ژاپن به خود جلب می‌کند و یکی از سه جشنواره بزرگ در منطقه توهوکو به حساب می‌آید.

## زمینه
تاناباتا در روز هفتم از ماه هفتم ژوئیه (با تقویم قمری) یا روز هفتم ماه هشتم (اوت) با تقویم میلادی در شهر هیروساکی در استان آئوموری برگزار می‌شود که به آن جشن نپوتا می‌گویند. این جشنواره علاوه بر شهر هیروساکی در سایر نواحی شمال شرقی ژاپن نیز برگزار می‌شود که در شهر آئوموری از روز دوم تا هفتم اوت است و نِبوتا نام دارد. دلیلی برگزاری این مراسم در این موقع از سال این است که فصل گرما دیرتر از سایر استان‌ها به مناطق شمالی ژاپن می‌رسد. در قدیم جشنواره نِبوتا یا نپوتا قبل از برداشت محصولات کشاورزی برقرار می‌شد چون کار مردم در موقع برداشت محصول زیاد بود و نمی‌توانستند مراسم را به خوبی برگزار کنند و ممکن بود به بیخوابی و خستگی منجر شود. کلمه نبوتای یا «نپوتای» که در اصل «نموتای» بوده از مصدر «نمورو» گرفته شده و به معنی «خواب‌آلود هستم» می‌باشد و هدف اصلی از برگزاری این مراسم، از بین بردن خواب آلودگی بوده‌است. این جشنواره که ریشه در یک مراسم عبادی دارد مناظری شبانگاهی از ارابه‌های کاغذی (نماد مراسم) بسیار بزرگی را نمایان می‌سازد که از داخل روشن شده‌اند و هر کدام تصویر یکی از شخصیت‌های گذشته و کنونی را مجسم می‌کنند. اسکلت ارابه را معمولاً خیزران درست می‌کنند و صور انسانی که روی آن ترسیم شده معمولاً خشن و ترسناک است. وقتی این ارابه روشن بزرگ را که ارتفاع آن گاهی به ده متر هم می‌رسد در شب حرکت می‌دهند بسیار دیدنی است. این مراسم در سندای در استان میاگی به نام «سندای تاناباتا ماتسوری» است و در روزهای ششم، هفتم و هشتم اوت برگزار می‌شود.